# Strażnica WOP Niedamirów

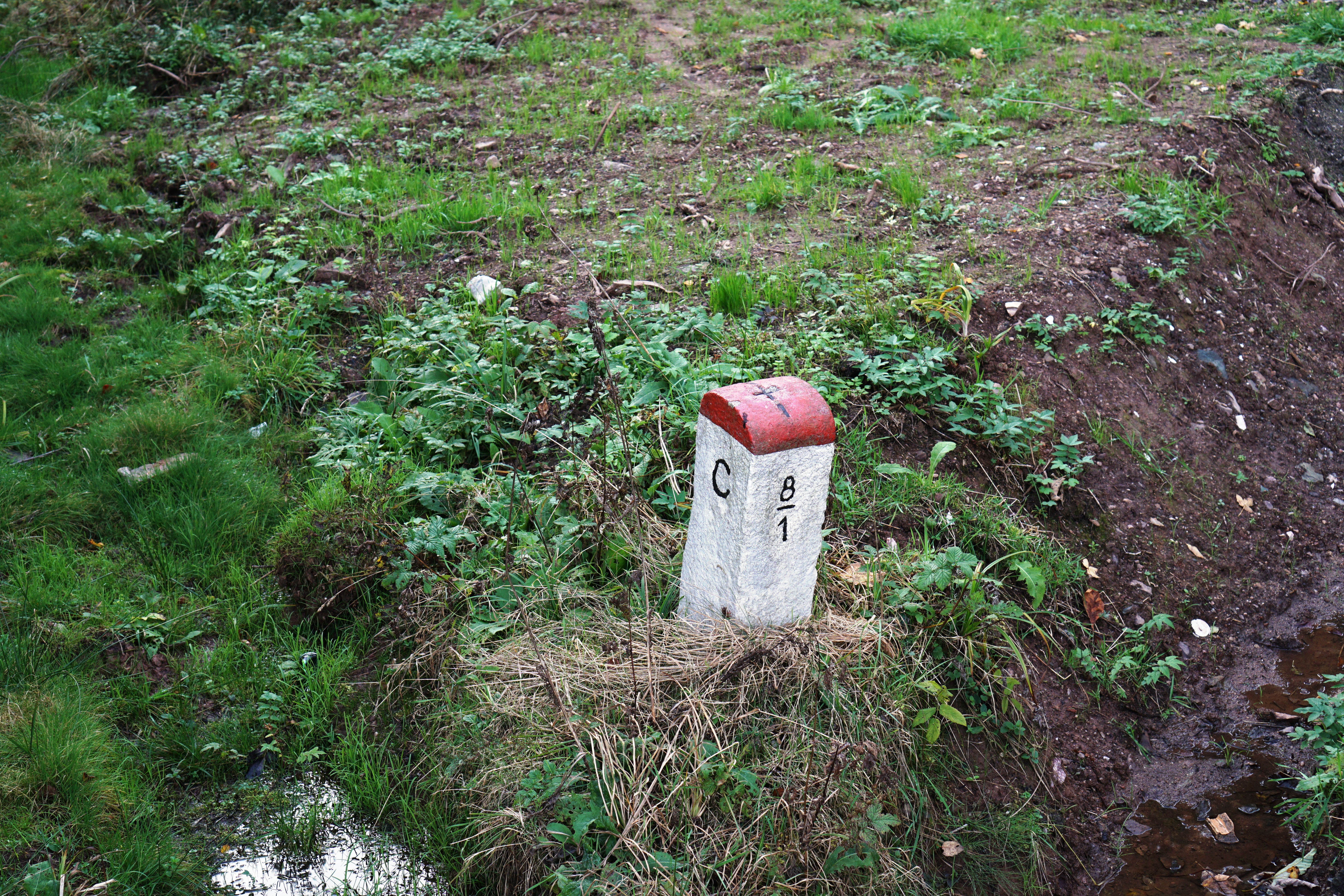
Granica polsko-czeska, znak gran. nr 8/1 rej. Niedamirowa (październik 2014)

Strażnica Wojsk Ochrony Pogranicza Hermsdorf/Zacisze/Jarkowice/Niedamirów – zlikwidowany pododdział Wojsk Ochrony Pogranicza pełniący służbę graniczną na granicy polsko-czechosłowackiej.
Strażnica Straży Granicznej w Niedamirowie – zlikwidowana graniczna jednostka organizacyjna Straży Granicznej realizująca zadania bezpośrednio w ochronie granicy państwowej z Czechosłowacją/Republiką Czeską.

## Formowanie i zmiany organizacyjne
Strażnica została sformowana w 1945 w strukturze 53 komendy odcinka jako 249 strażnica WOP (Hermsdorf) o stanie 56 żołnierzy. Kierownictwo strażnicy stanowili: komendant strażnicy, zastępca komendanta do spraw polityczno-wychowawczych i zastępca do spraw zwiadu. Strażnica składała się z dwóch drużyn strzeleckich, drużyny fizylierów, drużyny łączności i gospodarczej. Etat przewidywał także instruktora do tresury psów służbowych oraz instruktora sanitarnego.
Strażnica wystawiała placówkę w Granicznych Budach, którą zlikwidowano w grudniu 1946.
W związku z reorganizacją oddziałów WOP, 24 kwietnia 1948 strażnica została włączona w struktury 81 batalionu Ochrony Pogranicza, a 1 stycznia 1951 54 batalionu WOP w Wałbrzychu.
W 1951 strażnica stacjonowała w Niedamirowie. Od 15 marca 1954 wprowadzono nową numerację strażnic, a strażnica WOP Niedamirów otrzymała numer 262 (ostatni) w skali kraju.
W 1956 rozpoczęto numerowanie strażnic na poziomie brygady. Strażnica II kategorii Niedamirów była 26 w 5 Brygadzie Wojsk Ochrony Pogranicza.
1 stycznia 1960, po kolejnej zmianie numeracji, strażnica posiadała numer 1 i zakwalifikowana była do kategorii IV w 8 Sudeckiej Brygadzie WOP . 1 stycznia 1964 strażnica WOP nr 1 lądowa Niedamirów zaliczona była do III kategorii.

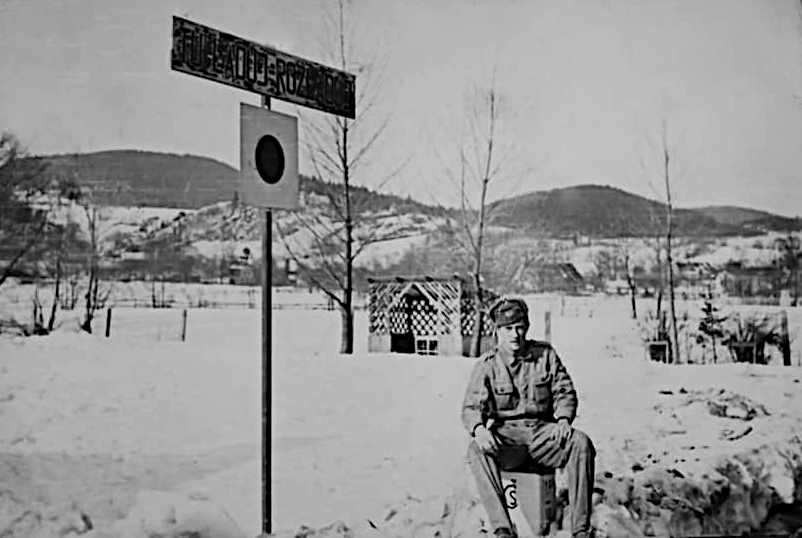
Żołnierz WOP siedzący na znaku gran. przy tablicy „Tu ładuj – rozładuj broń“ (1972)

W 1976, po reformie administracyjnej kraju i powołaniu nowych województw, w struktury batalionu górskiego WOP Szklarska Poręba włączona została Strażnica WOP Niedamirów.
W 1976 batalion zabezpieczał łączność telefoniczną. Linia zamontowana była na siedmiometrowych słupach pomiędzy batalionem a strażnicą. Słupy telefoniczne zdemontowane zostały w latach 80. Wojsko wydzierżawiło łącza telefoniczne od Telekomunikacji Polskiej i nie było potrzeby utrzymywania własnej łączności. Niezależnie od sieci łączności batalionu ze strażnicami, istniała sieć łącząca strażnicę z terenem, który jej podlegał. Sieć poprowadzona była wzdłuż pasa drogi granicznej. Jeśli żołnierz podczas służby chciał się połączyć ze strażnicą, rozkręcał złączki na drutach, przyczepiał krokodylki do drutów, kręcił korbką, aparatu telefonicznego, który nosił przy sobie. W tym czasie w strażnicy spadały klapki, a dyżurny wsadzał sznur do gniazdka centrali telefonicznej CB-20. Gdy obaj wykonali te czynności, mogli zacząć rozmowę. Wymóg był taki, że na styku z sąsiednią strażnicą element służby granicznej musiał się połączyć z dyżurnym–operacyjnym strażnicy (DOS) i zameldować dojście do styku, tam był niższy słup ze skrzynką telefoniczną. Batalion wyposażony był w radiotelefony ale były zbyt duże i ciężkie, by żołnierze patrolujący góry mogli je nosić ze sobą. Dyżurni–operacyjni mieli radiostacje, one też były dużych rozmiarów.

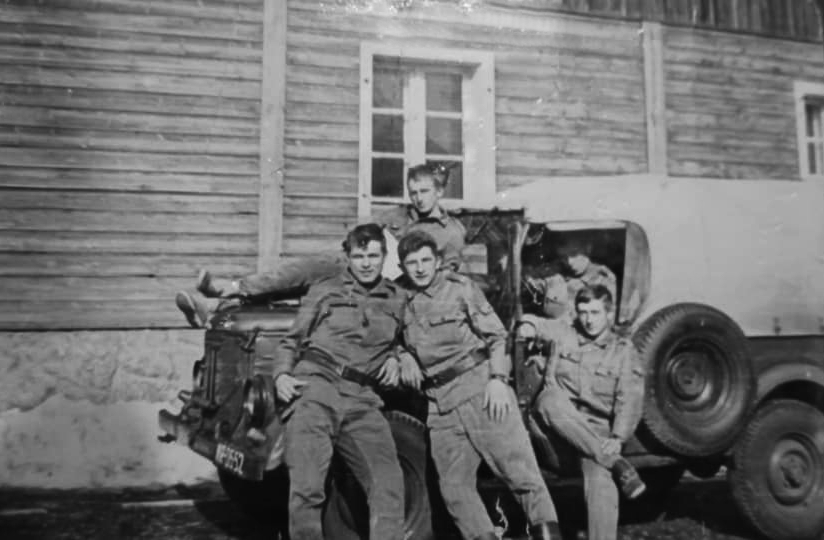
Żołnierze WOP przy samochodzie terenowym GAZ-69 (1972)

Na strażnicy były hodowane świnie, karmione resztkami jedzenia oraz funkcjonował ogródek warzywny. Taka gospodarka trwała do 1989. Potem żołnierzy ubywało, więc zaprzestano prowadzenia tej działalności. Zgodnie z normą żołnierz dziennie otrzymywał 4400 kalorii w tym dodatek górski.
W 1985 strażnica WOP Niedamirów była w strukturach batalionu granicznego Łużyckiej Brygady WOP w Szklarskiej Porębie. Strażnica WOP Niedamirów do 15 maja 1991 była w strukturach Łużyckiej Brygady Wojsk Ochrony Pogranicza.
Straż Graniczna:
15 maja 1991 po rozwiązaniu Wojsk Ochrony Pogranicza, 16 maja 1991 strażnica w Niedamirowie weszła w podporządkowanie Łużyckiego Oddziału Straży Granicznej w Lubaniu i przyjęła nazwę Strażnica Straży Granicznej w Niedamirowie (Strażnica SG w Niedamirowie).

## Ochrona granicy

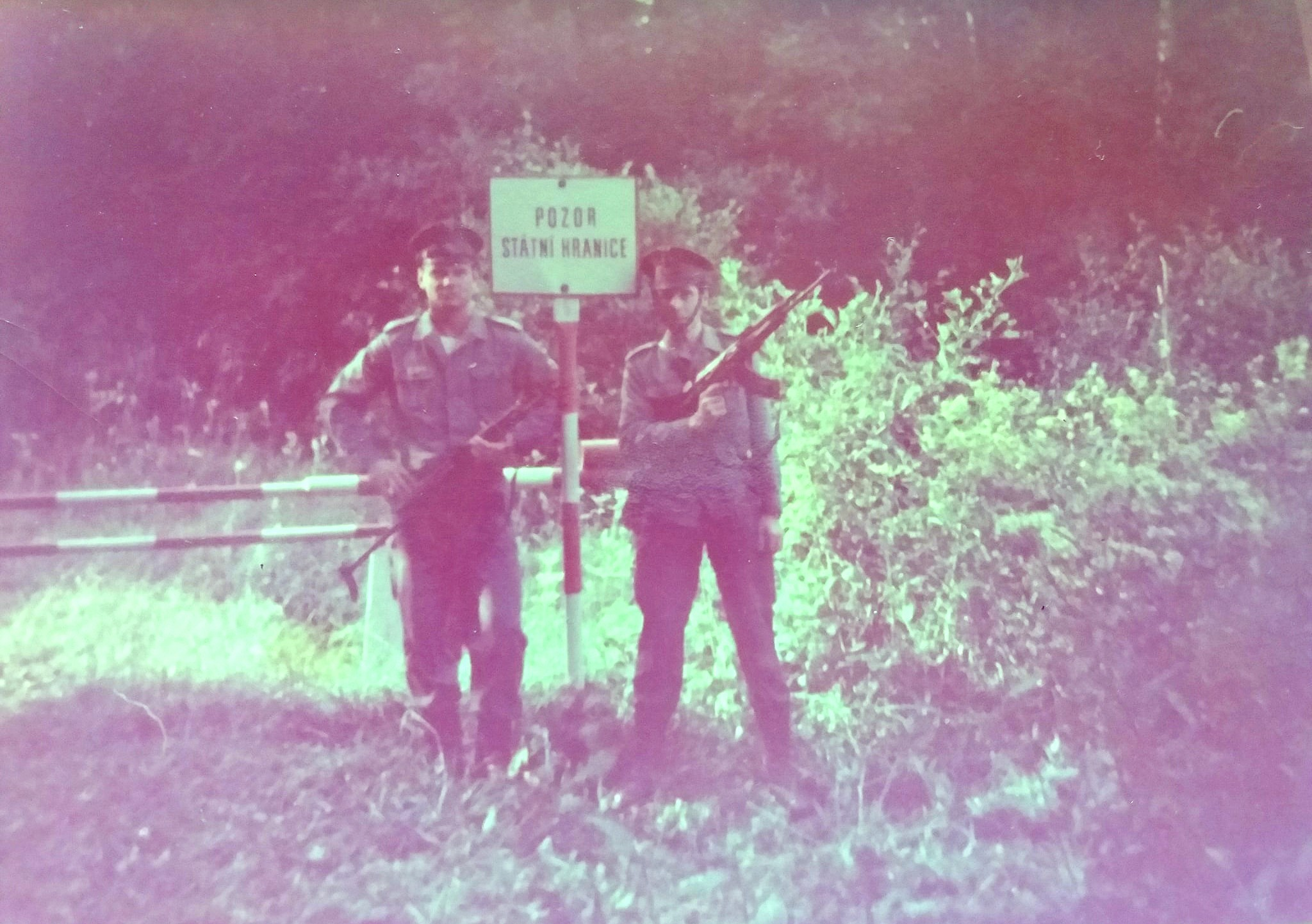
Żołnierze WOP przy szlabanie granicznym (1990)

W ochronie granicy dowódcy strażnicy ściśle współpracowali ze swoimi odpowiednikami tj. naczelnikami placówek OSH (Ochrana Statnich Hranic) CSRS.
Straż Graniczna:
Komendanci strażnicy współdziałali w zabezpieczeniu granicy państwowej z placówkami po stronie czeskiej cizinecké policie RCPP.
W 1999 na odcinku strażnicy zostało uruchomione przejście graniczne na szlaku turystycznym (turystyczne), w którym kontrolę graniczną i celną osób, towarów oraz środków transportu wykonywała załoga strażnicy:
- Niedamirów-Žacléř.

25 września 2002 na odcinku strażnicy zostało uruchomione na szlaku turystycznym (turystyczne), w którym kontrolę graniczną i celną osób, towarów oraz środków transportu wykonywała załoga strażnicy:
- Niedamirów-Horní Albeřice.

## Wydarzenia
Straż Graniczna:
- 1992 – otrzymano na wyposażenie samochody Land Rover Defender I 110, skutery śnieżne, z czasem czterokołowce. To była nowa, wyższa jakość po GAZ-69 i UAZ 469 oraz skuterach śnieżnych Buran, które spalały dużą ilość paliwa i były awaryjne. Nowe skutery Scandic były szybkie, zwrotne i wygodniejsze[15].

## Strażnice sąsiednie
- 248 strażnica WOP Liebau ⇔ 1 strażnica WOP Wolfschau – 1946
- 248 strażnica OP Lubawka ⇔ 1 strażnica OP Wilcza Poręba – 1950
- 261 strażnica WOP Lubawka ⇔ 1 strażnica WOP Graniczne Budy – 15.03.1954
- 25 strażnica WOP Lubawka kat. I ⇔ 1 strażnica WOP Graniczne Budy kat. III – 1956
- 2 strażnica WOP Lubawka II kat. ⇔ 28 strażnica III kategorii Graniczne Budy – 01.01.1960
- 2 strażnica WOP lądowa II kat. Lubawka ⇔ 27 strażnica WOP lądowa III kat. Graniczne Budy – 01.01.1964
- Strażnica WOP Lubawka ⇔ Strażnica WOP Graniczne Budy – 1976[10]
- Strażnica WOP Lubawka ⇔ Strażnica WOP Graniczne Budy – 1985[13]
- Strażnica WOP Lubawka ⇔ Strażnica WOP Graniczne Budy – 1990

Straż Graniczna:
- Strażnica SG w Lubawce ⇔ Strażnica SG w Granicznych Budach – 1991[14].

## Dowódcy strażnicy

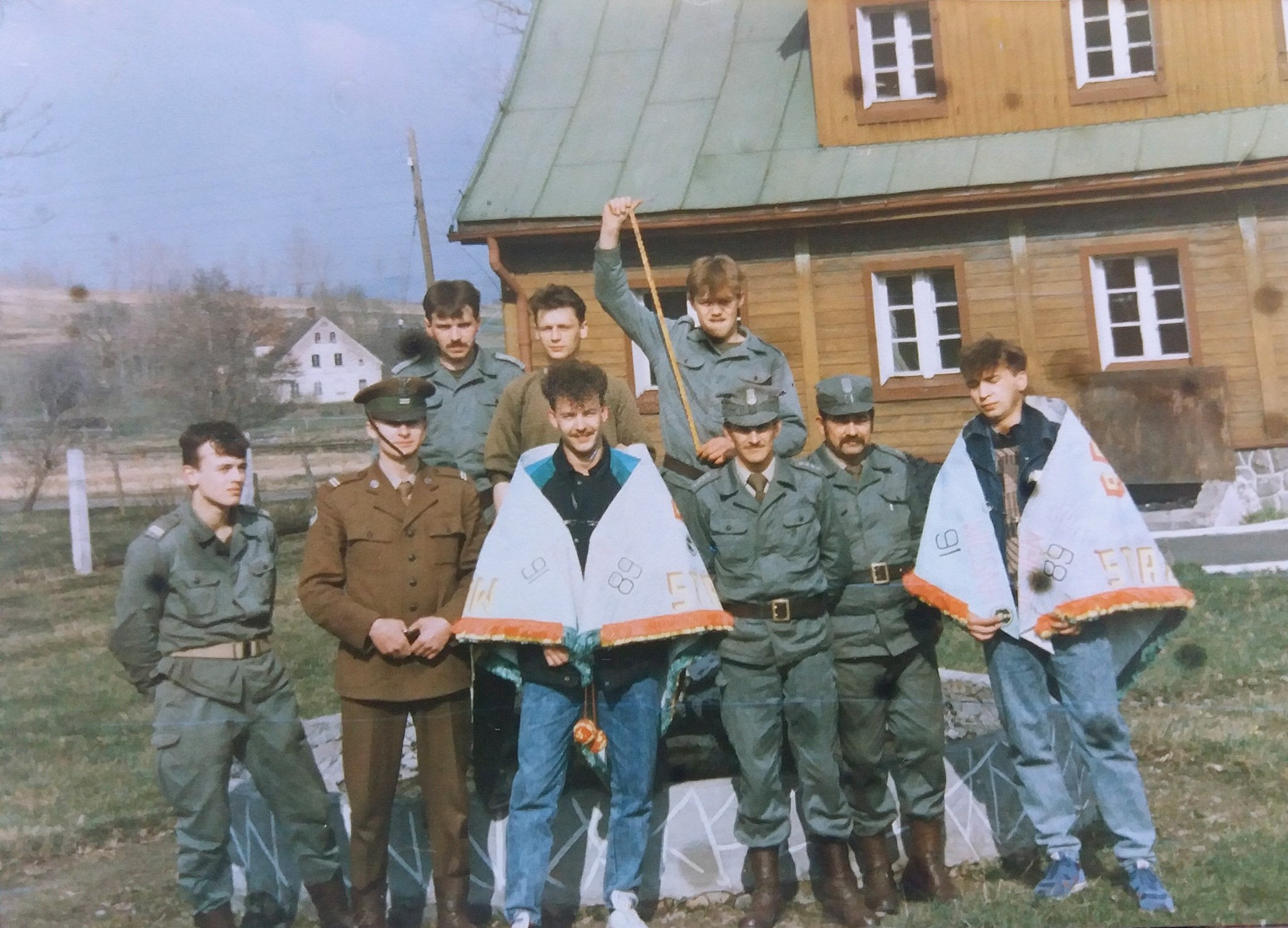
Załoga i d-ca strażnicy kpt. Łajczak (wiosna 1991)

- kpt. Łajczak (był w 1990–1991).